# Maale Amos
Maale Amos (en hebreu: מעלה עמוס) és un assentament israelià comunitari situat en el sud de la Judea i Samaria. El poble es troba a 20 km al sud-oest de Jerusalem, sobre una elevació de 725 metres sobre el nivell del mar, forma part del Consell Regional de Gush Etzion. En 2016 tenia una població de 390 habitants. La comunitat internacional considera que els assentaments israelians en la Cisjordània ocupada són il·legals segons la llei internacional, però el govern israelià no està d'acord amb aquesta afirmació.

## Història
L'assentament va ser establert en 1881, i va ser anomenat com el profeta bíblic Amos, qui va viure en la propera població de Tekoa. La major part dels residents, incloent al rabí Zev Wulf Charlop, són emigrants procedents dels Estats Units, encara que un gran nombre d'immigrants procedeixen de la Comunitat d'Estats Independents (CEI) i s'han unit a la comunitat en els darrers anys. Molts residents estan associats amb l'organització Aish HaTorah. La mayoria part dels habitants pertanyen a la comunitat lituana haredí.